# Atrévete (canción de Nicky Jam y Sech)
«Atrévete» es una canción del exponente estadounidense de reguetón Nicky Jam en colaboración del panameño Sech. Fue publicado el 2 de agosto de 2019 bajo el sello La Industria Inc y distribuido por Sony Music Latin como el tercer sencillo del álbum de estudio del cantante titulado Íntimo.

## Recepción comercial
A las pocas horas de su lanzamiento, el video musical de la canción alcanzó casi un millón de reproducciones en solo 8 horas.

## Vídeo musical
Contó con un video musical, el cual fue grabado en Miami bajo la dirección del reconocido productor venezolano Daniel Durán.

## Posicionamiento
| Lista (2019)                              | Mejor posición |
| ----------------------------------------- | -------------- |
| Estados Unidos (Hot Latin Songs)          | 23             |
| Estados Unidos (Latin Airplay)            | 8              |
| Estados Unidos (Latin Rhythm Airplay)     | 5              |
| Argentina (Billboard Argentina Hot 100)   | 26             |
| México (Mexico Pop Español Airplay)       | 25             |
| Estados Unidos (Latin Digital Song Sales) | 8              |
| Estados Unidos (Latin Pop Airplay)        | 7              |

## Certificaciones
| País   | Organismo certificador | Certificación | Ventas certificadas | Ref    |
| ------ | ---------------------- | ------------- | ------------------- | ------ |
| México | AMPROFON               | Platino + Oro | 90.000              | [ 11 ] |